# Paromalus sincerus
Paromalus sincerus är en skalbaggsart som beskrevs av Lewis 1888. Paromalus sincerus ingår i släktet Paromalus och familjen stumpbaggar. Inga underarter finns listade i Catalogue of Life.